# Ophir Optronics
L'empresa Ophir Optronics desenvolupa, fabrica, i comercialitza instruments òptics infrarojos de precisió, instruments fotònics, i equips de mesurament en 3D. La companyia ofereix una gamma de lents òptiques-mecàniques i components per a la defensa, la seguretat, i els mercats comercials, incloent el mercat de la seguretat automotriu.
Ophir produeix lents radiomètriques i lents per a càmeres tèrmiques refrigerades, així com lents DFOV, lents amb augment, i components òptics infrarojos personalitzats. La companyia també subministra instruments làser, mesuradors de potència i energia, perfiladors de raig làser, i analitzadors del espectre electromagnètic. 
L'empresa està present en el sector de la indústria, en la sanitat, en la recerca, el desenvolupament, i la innovació, etc. La companyia produeix sistemes de mesurament en 3D sense contacte, i sensors que es fan servir per la inspecció de processos, el control de qualitat i l'enginyeria inversa, en els sectors; odontològic, automotriu, aeroespacial, en la siderúrgia, en la microelectrònica, i en la fabricació de pantalles LCD. La companyia va ser fundada en 1976, i la seva seu central es troba en la ciutat de Jerusalem.